# Зимова Універсіада 2017
Зимова Універсіада 2017 — XXVIII зимова Універсіада, що проходила з 29 січня по 8 лютого 2017 року в казахському місті Алмати і його околицях.
У змаганнях Зимової Універсіади 2017 в Алмати брали участь 1616 спортсменів з 55 країн світу.
Змагання проходили з 12 видів спорту на 8 спортивних об'єктах, розіграно 85 комплектів медалей. Також в організації змагань задіяно близько 3 000 волонтерів (в тому числі зарубіжних). У проведенні Універсіади задіяно 127 міжнародних суддів і близько 600 національних технічних фахівців.

## Медальний залік
| Місце    | Країна          | Золото | Срібло | Бронза | Загалом |
| -------- | --------------- | ------ | ------ | ------ | ------- |
| 1        | Росія           | 29     | 27     | 15     | 71      |
| 2        | Казахстан       | 11     | 8      | 17     | 36      |
| 3        | Південна Корея  | 11     | 5      | 5      | 21      |
| 4        | Японія          | 6      | 12     | 10     | 28      |
| 5        | Польща          | 5      | 2      | 5      | 12      |
| 6        | Китай           | 4      | 4      | 2      | 10      |
| 7        | Франція         | 4      | 2      | 2      | 8       |
| 8        | Італія          | 4      | 0      | 0      | 4       |
| 9        | Білорусь        | 3      | 2      | 1      | 6       |
| 10       | Україна         | 2      | 3      | 4      | 9       |
| 11       | Чехія           | 2      | 2      | 5      | 9       |
| 12       | Австрія         | 1      | 2      | 5      | 8       |
| 13       | Канада          | 1      | 1      | 1      | 3       |
| 14       | Латвія          | 1      | 0      | 0      | 1       |
| 14       | Велика Британія | 1      | 0      | 0      | 1       |
| 16       | Нідерланди      | 0      | 3      | 1      | 4       |
| 17       | Швейцарія       | 0      | 2      | 3      | 5       |
| 18       | Німеччина       | 0      | 2      | 1      | 3       |
| 19       | Фінляндія       | 0      | 2      | 0      | 2       |
| 19       | Словенія        | 0      | 2      | 0      | 2       |
| 19       | Австралія       | 0      | 2      | 0      | 2       |
| 22       | Швеція          | 0      | 1      | 3      | 4       |
| 23       | США             | 0      | 1      | 1      | 2       |
| 24       | Словаччина      | 0      | 0      | 2      | 2       |
| 25       | Вірменія        | 0      | 0      | 1      | 1       |
| 25       | Норвегія        | 0      | 0      | 1      | 1       |
| Підсумок | Підсумок        | 85     | 85     | 85     | 255     |

## Претенденти і вибір міста
На право проведення претендували:
- Алмати,  Казахстан[2]. Раніше країни  колишнього СРСР не приймали зимових Універсіад; літні Універсіади брали російські міста: Москва-1973 і  Казань-2013.
- Тренто,  Італія[3] - країна приймала гри Універсіади 9 раз (4 рази літні і 5 раз зимові) — найбільша кількість серед всіх країн, як в цілому, так і окремо по літнім і зимовим іграм.

Однак, за тиждень до оголошення результатів, з огляду на те, що до Тренто отримало право проведення Зимової Універсіади 2013, а також у зв'язку з економічною кризою, уряд Італії ухвалив рішення зняти його кандидатуру:
«З огляду на важке економічне становище Італії і високі фінансові зобов'язання перед Міжнародною федерацією на даний момент Рада автономної провінції Тренто не бачить можливості знайти кошти на проведення Універсіади в 2017 році і тому знімає кандидатуру нашого міста»
Офіційне ж рішення про проведення Універсіади в Алмати було прийнято на голосуванні Міжнародної федерації університетського спорту (FISU) 29 листопада 2011 року, яке відбулося в Брюсселі (Бельгія).
Таким чином, в зв'язку з відсутністю бажаючих країн провести Універсіаду, казахстанське місто Алмати стало місцем проведення 28-ї зимової Універсіади 2017 року.

## Інфраструктура
- Високогірна ковзанка «Медеу» — ковзанярський спорт.
- Гірськолижний курорт «Шимбулак» — гірськолижний спорт (слалом, гігантський слалом, супергигантский слалом, швидкісний спуск), сноуборд, фрістайл.
- Палац спорту і культури імені Балуана Шолака — шорт-трек (швидкісний біг на ковзанах на короткій доріжці), хокей з шайбою (жінки).
- Лижно-біатлонний стадіон «Алатау» — лижні гонки, біатлон, лижне двоборство.
- Палац «Халик Арена» — хокей з шайбою (чоловіки).
- Палац «Алмати Арена» —  фігурне катання (одиночне, парне катання, танці на льоду), керлінг. Церемонія відкриття і закриття Універсіади-2017.
- Спортивно-розважальний комплекс «табаган» — сноуборд, фрістайл.
- Комплекс лижних трамплінів «Сункар» — стрибки на лижах До 95 (NH).

## Види спорту
У ході Універсіади будуть проведені змагання з 12 видів спорту.
| - Біатлон - Гірськолижний спорт - Керлінг - Ковзанярський спорт | - Лижне двоборство - Лижні гонки - Стрибки з трампліна - Сноуборд | - Фігурне катання - Фрістайл - Хокей з шайбою - Шорт-трек |

## Календар
Нижче представлений графік змагань на Універсіаді:
| ЦВ | Церемонія відкриття | 1 | Фінали змагань | ЦЗ | Церемония закриття | ● | Кваліфікація змагань | ПВ | Показові виступи |

| Січень/Лютий        | 28 Сб | 29 Нд | 30 Пн | 31 Вт | 01 Ср | 02 Чт | 03 Пт | 04 Сб | 05 Нд | 06 Пн | 07 Вт | 08 Ср | Змагання |
| ------------------- | ----- | ----- | ----- | ----- | ----- | ----- | ----- | ----- | ----- | ----- | ----- | ----- | -------- |
| Церемонії           |       | ЦВ    |       |       |       |       |       |       |       |       |       | ЦЗ    |          |
| Біатлон             |       |       |       | 2     |       | 2     | 2     |       | 1     |       | 2     |       | 9        |
| Гірськолижний спорт |       |       | 2     | 1     | 1     |       | 1     | 1     | 1     | 1     | 1     |       | 9        |
| Керлінг             |       |       | ●     | ●     | ●     | ●     | ●     | ●     | ●     | ●     | 2     |       | 2        |
| Ковзанярський спорт |       |       |       | 2     | 2     | 2     | 2     | 2     | 2     | 2     |       |       | 14       |
| Лижне двоборство    |       |       |       | 1     |       |       | 1     |       | 1     |       |       |       | 3        |
| Лижні перегони      |       |       | 2     | 2     |       | 2     |       | 1     |       | 2     | 1     | 1     | 11       |
| Стрибки з трампліна |       |       |       |       | 2     |       |       | 1     | 2     |       |       |       | 5        |
| Сноуборд            |       |       | 2     | 2     | ●     | 2     |       |       | 2     |       | 2     |       | 10       |
| Фігурне катання     |       |       |       |       | ●     | 1     | ●     | 2     | ПВ    |       |       |       | 3        |
| Фрістайл            |       |       | 2     | 1     |       | 2     | 2     |       |       | ●     | 2     |       | 9        |
| Хокей з шайбою      | ●     | ●     | ●     | ●     | ●     | ●     | ●     | ●     | ●     | 1     | ●     | 1     | 2        |
| Шорт-трек           |       |       |       |       |       |       |       |       | 2     | 2     | 4     |       | 8        |
| Комплекти медалей   |       |       | 8     | 11    | 5     | 11    | 8     | 7     | 11    | 7     | 15    | 2     | 85       |
| Січень/Лютий        | 28 Сб | 29 Нд | 30 Пн | 31 Вт | 01 Ср | 02 Чт | 03 Пт | 04 Сб | 05 Нд | 06 Пн | 07 Вт | 08 Ср | Змагання |

## Країни-учасниці
У змаганнях на Універсіаді візьмуть участь спортсмени з 55 країн.
| - Австралія (7) - Австрія (21) - Азербайджан (1) - Аргентина (2) - Вірменія (1) - Афганістан (3) - Білорусь (23) - Бельгія (3) - Болгарія (4) - Бразилія (1) - Велика Британія (71) - Угорщина (2) - Німеччина (29) - Гонконг (1) - Греція (1) - Грузія (8) - Італія (38) - Іран (3) | - Казахстан (170) - Канада (88) - Киргизстан (10) - Південна Корея (65) - Китай (116) - Латвія (26) - Ліван (5) - Литва (6) - Малайзія (1) - Мексика (2) - Монголія (10) - Нідерланди (20) - Нова Зеландія (1) - Норвегія (19) - Парагвай (1) - Польща (61) - Румунія (3) - Росія (215) | - Словаччина (37) - Словенія (13) - США (73) - Китайський Тайбей (3) - Таджикистан (1) - Таїланд (1) - Туреччина (20) - Уганда (1) - Узбекистан (3) - Україна (59) - Чехія (69) - Фінляндія (17) - Франція (41) - Хорватія (2) - Чехія (74) - Швейцарія (34) - Швеція (50) - Естонія (10) - Японія (110) |